# Baltasar Fontfreda
Baltasar Fontfreda (Olot, c. 1716 – 29 de maig de 1759) fou un organista català.
La seva formació musical es va iniciar probablement a la capella de Sant Esteve d'Olot amb els mestres Tomàs Martí i Gabriel Nadal.
Fontfreda succeí Gabriel Nadal el 1741 a l'organistia de Sant Esteve d'Olot, tot i que el 1935 ja s'havia presentat per obtenir el magisteri de la capella de Sant Antoni de Torroella de Montgrí, per la qual cosa va haver de renunciar a aquest darrer. Així mateix, fou procurador de l'abat de Sant Benet de Bages.
La seva tasca com organista de Sant Esteve va durar fins a la seva mort, que va ocórrer sobtadament el 1759, quan Fontfreda tenia uns 43 anys. El va succeir Josep Castelló i Calafell.